# Ozzie Cadena
Oscar „Ozzie“ Cadena (* 26. September 1924 in Oklahoma City; † 9. April 2008 in Torrance) war ein US-amerikanischer Musikproduzent bei Savoy Records und Prestige Records.

## Leben
Cadena wuchs in Newark, New Jersey auf; in seiner Jugendzeit besuchte er afroamerikanische Gottesdienste und hielt sich häufig in Harlem auf, um dort Musik zu hören. Während des Zweiten Weltkriegs diente er im United States Marine Corps und war vier Jahre im südwestlichen Pazifik stationiert.
Nach Kriegsende arbeitete er in Newarks Radio Record Shop, dessen Besitzer Herman Lubinsky auch Geschäftsführer des Schallplattenlabels Savoy Records war. 1954 schrieb er zusammen mit Nappy Brown den Titel „The Night Time Is the Right Time“, der später auch von Creedence Clearwater Revival gecovert wurde. Cadena wurde 1954 Produzent und A&R Scout; die erste von ihm produzierte Session waren Aufnahmen der beiden Posaunisten J. J. Johnson und Kai Winding für ihre erste Langspielplatte Kai and Jay. Zusammen mit dem Schlagzeuger Kenny Clarke organisierte Cadena eine Reihe von Sessions, die im Studio des Toningenieurs Rudy Van Gelder in Hackensack (New Jersey) eingespielt wurden. Seine Produktionen für Savoy umfassen Blues, Gospel und Jazz-Aufnahmen von Pepper Adams, Cannonball Adderley, Curtis Fuller (Blues-ette), Gigi Gryce (Nica’s Tempo), Wilbur Harden/John Coltrane (Mainstream 1958), John Lee Hooker, Milt Jackson, Hank Jones, Duke Jordan (Trio & Quintet), Yusef Lateef (Eastern Sounds), Charles Mingus (Jazz Composers Workshop), Hank Mobley, Esther Phillips, Red Rodney, Jimmy Scott und Marion Williams. sowie die Edition der Charlie Parker Studiosessions für Savoy aus den 1940er Jahren auf Langspielplatte, wie etwa die „Koko“-Session von 1945 als The Charlie Parker Story. 1959 endete seine Zusammenarbeit mit Savoy.
Cadena führte dann in New Brunswick (New Jersey) einen Schallplattenladen und besaß einen weiteren in Newark; daneben gründete er das Plattenlabel Choice Records. Im Oktober 1962 begann er für das Label Prestige Records als Leiter der A&R zu arbeiten, wo er Esmond Edwards ablöste, der eine ähnliche Aufgabe für Argo bei Chess Records übernahm. Bei  Prestige war er für Produktionsüberwachung und den Vertrieb des Bereichs Soul Jazz zuständig; er betreute Aufnahmen u. a. von Red Holloway, Jack McDuff und Shirley Scott.
Mitte der 1970er Jahre ließ er sich an der Westküste der USA nieder und lebte in Hermosa Beach; Cadena promotete im Raum Los Angeles Jazz in Clubs wie dem Lighthouse Café in Hermosa Beach.
Seine letzten Jahre verbrachte er in  Redondo Beach, Kalifornien; im Alter von 83 Jahren starb er in einem Krankenhaus in Torrance an einer Lungenentzündung, nachdem er 2007 einen Schlaganfall erlitten hatte. Sein Sohn Dez Cadena ist Sänger und Gitarrist, der in der Hardcore Punkband Black Flag auftrat und später in der Punkband Misfits spielte.